# Gustave Belot
Pour les articles homonymes, voir Belot.
Gustave Belot est un philosophe français né à Strasbourg, le 7 août 1859, mort à Paris le 21 ou le 22 décembre 1929.

## Biographie

### Famille
Gustave Belot est le fils de Émile Joseph Belot (1829-1886), historien, et frère d'Émile Belot (1857-1944), ingénieur et astronome.

### Formation et carrière
Élève du Lycée Condorcet, Bachelier ès lettres en 1877, il est admis à l'École normale supérieure en 1878 (promotion d'Émile Durkheim, de Jean Jaurès et Henri Bergson). Il suit l'enseignement d'Émile Boutroux, puis obtient l'agrégation de philosophie en 1881, étant reçu 4e de sa promotion derrière Paul Lesbazeilles, son ami Henri Bergson et Jean Jaurès. Il devient professeur de philosophie, notamment à Brest. Titularisé à Janson de Sailly en 1896, il succède à Lucien Lévy-Bruhl comme professeur de philosophie au lycée Louis le Grand en 1899. Il est par ailleurs membre du conseil supérieur de l'instruction publique. En 1911 il est nommé inspecteur dans l'académie de Paris, puis en 1913 il devient inspecteur général de l'enseignement secondaire, jusqu'en 1929. Il est par ailleurs secrétaire général et vice-président de la ligue française d'éducation morale. Informé de la sociologie d'Émile Durkheim, il était un théoricien de la « moralité laïque » collective, rationnelle et fondée sur l'intérêt général.

### Distinctions
- Commandeur de la Légion d'honneur : Gustave Belot a été fait chevalier de la Légion d'honneur le 28 juillet 1903, officier le 12 août 1922 et commandeur le 9 août 1929.
- Officier de l'Instruction publique[13].
- Commandeur de l'ordre du Nichan Iftikhar[13].

## Publications
- Gustave Belot, La véracité, vol. 2, Librarie Armand Colin, coll. « Bibliothèque du Congrès International de Philosophie », 1903, 7-49 p. (lire en ligne).
- G. Belot, A. Darlu, Ch. Gide, M. Barnès, A. Landry, J.-E. Roberty, R. Allier, H. Lichtenberger et L. Brunschvicg, Études sur la philosophie morale, au XIXe siècle : leçons professées à l'École des hautes études sociales, Félix Alcan, 1904, 346 p. (lire en ligne).
- Gustave Belot, Études de morale positive, Paris, Félix Alcan, 1907 (lire en ligne).
- R. Allier, G. Belot, Bon Carra de Vaux, F. Challaye, A. Croiset, L. Dorison, E. Ehrhardt, E. De Faye, Ad. Lods, W. Monod et A. Puech, Morales et religions : Leçons professées à l'École des hautes études sociales, Paris, Félix Alcan, coll. « Bibliothèque générale des sciences sociales », 1909, 304 p. (lire en ligne).
- Gustave Belot, « Nature et valeur du motif religieux : Essai pour poser le problème d'une pédagogie morale positive », dans Mémoires sur l'éducation morale, présentés au deuxième Congrès international d'éducation morale à La Haye 22-27 août 1912, La Haye, Martinus Nijhoff, août 1912 (OCLC 1293192984, LCCN e12001221), p. 124-127.
- Gustave Belot (préf. Émile Boutroux), La conscience française et la guerre, Paris, Félix Alcan, 1921, 216 p..
- Gustave Belot, « A Darlu. Le philosophe et l’éducateur », La revue pédagogique, t. 82, no 1,‎ janvier-juin 1923, p. 1-16 (lire en ligne, consulté le 18 mars 2023).
- Gustave Belot, « La tâche présente de l'éducation morale », L'Éducation Morale, Paris, no 33,‎ avril 1924.
- Gustave Belot, Ferdinand Buisson et Paul Bureau (préf. Avant-propos de Gustave Belot), Les problèmes pratiques de la pédagogie morale positive : Conférences de MM. Gustave Belot, Ferdinand Buisson, Paul Bureau…, éditions Nathan, coll. « Bibliothèque des éducateurs », 1924, 142 p., 18 cm (ISSN 1952-4161, OCLC 490431368, SUDOC 051367491).
- Gustave Belot, Camille Bouglé et Gaston Richard, Les problèmes de la famille et le féminisme : Conférences faites à la Ligue française d'éducation morale, Paris, F. Nathan, coll. « Bibliothèque des éducateurs », 1930 (ISSN 1952-4161, OCLC 494569838, SUDOC 11727366X).
- Gustave Belot, « L'idée et la méthode de la philosophie scientifique chez Aug. Comte », Histoire de la Philosophie, Paris, vol. 4,‎ 1902, p. 413-472 (lire en ligne, consulté le 17 juillet 2023).
- Nombreux articles dans la revue philosophique de la France et de l'étranger et dans la revue de Métaphysique et de Morale
  - Gustave Belot, « Une Théorie nouvelle de la religion », Revue philosophique de la France et de l'étranger, Paris,‎ avril 1913, p. 329-379 (lire en ligne, consulté le 11 avril 2020).

## Traductions
- John Stuart Mill (trad. de l'anglais par Gustave Belot), La psychologie et les sciences morales : sixième chapitre du système de logique, Paris, Éditions L'Harmattan, coll. « Encyclopédie psychologique », 1843, 218 p. (ISBN 2-296-00656-6, BNF 40170488, lire en ligne)